# Венералия
Венералия (на латински: Veneralia) е стар римски фестивал, празник в Древен Рим на 1 април в чест на богинята Венера Verticordia. Богинята Фортуна Virilis също е чествана.